# Демијан Бичир
Демијан Бичир (шп. Demián Bichir; 1. август 1963) је мексички глумац. Годинама је играо мање улоге у латиноамеричким теленовелама, све док 2011. није привукао пажњу светске јавности наступом у филму Бољи живот. Био је номинован за награде Оскар, Спирит и Награду Удружења филмских глумаца у категорији Најбољи глумац у главној улози. 
Бичир је након тога наствио да гради интернационалну каријеру улогама у филмовима Дивљаци, Жестоке девојке и Мачета убија и серији Мост из 2013. у којој глуми детектива Марка Руиза.

## Филмографија
| Улоге Демијана Бичира |                       |               |                                |                                           |
| Година                | Српски назив          | Изворни назив | Улога                          | Напомене                                  |
| 1992.                 | Аладин                |               | Аладин                         | музичке секвенце (шпанска синхронизација) |
| 1997.                 | Пердита Дуранго       |               | Каталина                       |                                           |
| 2013.                 | Жестоке девојке       |               | Хејл                           |                                           |
| 2013.                 | Мачета убија          |               | Маркос Мендез                  |                                           |
| 2015.                 | Подлих осам           |               | Марко „Мексиканац” / Сењор Боб |                                           |
| 2016.                 | Осми путник: Ковенант |               | водник Лоуп                    |                                           |
| 2018.                 | Опатица из пакла      |               | свештеник Бурк                 |                                           |
| 2020.                 | Клетва 4              |               | детектив Гудман                |                                           |
| 2021.                 | Годзила против Конга  |               | Волтер Симонс                  |                                           |